# Haseki-Sultan-Komplex

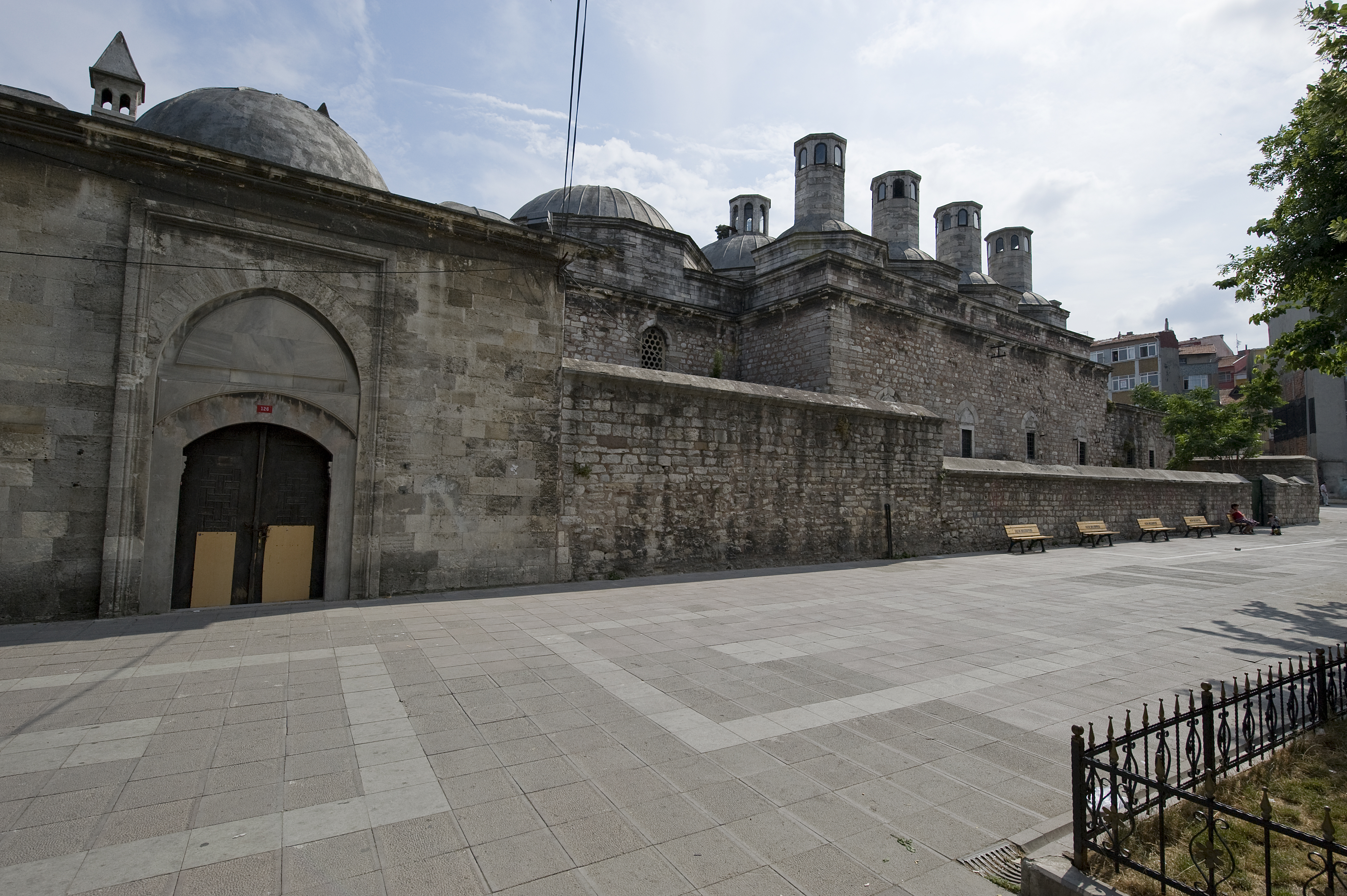
Haseki-Sultan-Komplex, Westseite: Rechts die Schornsteine der Suppenküche, links die Kuppeln des Krankenhauses

Der Haseki-Sultan-Komplex (türkisch Haseki Hürrem Sultan Külliyesi) ist ein sozio-religiöser Gebäudekomplex (Külliye) um die gleichnamige Moschee im Istanbuler Distrikt Fatih. Errichtet wurde er aus den Mitteln einer religiösen Stiftung der Haseki Sultan Hürrem (Roxelane), der Gemahlin Sultan Süleymans I. Der Gebäudekomplex gilt als das erste Werk des osmanischen Meisterarchitekten Sinan in Istanbul nach seiner Ernennung zum Hofarchitekten als Nachfolger des Acemi İsa.
Um die Freitagsmoschee gruppieren sich eine Suppenküche (imaret), eine Grundschule (mekteb), eine Hochschule (medrese) sowie ein Hospital (darüşşifa). Das Bauwerk wurde in mehreren Abschnitten errichtet: Die Moschee wurde 1538–39 (AH 945), die Medrese 1539–40 (AH 946), die Suppenküche 1540–41 (AH 947) und das Krankenhaus 1550–51 (AH 957) vollendet.

## Beschreibung

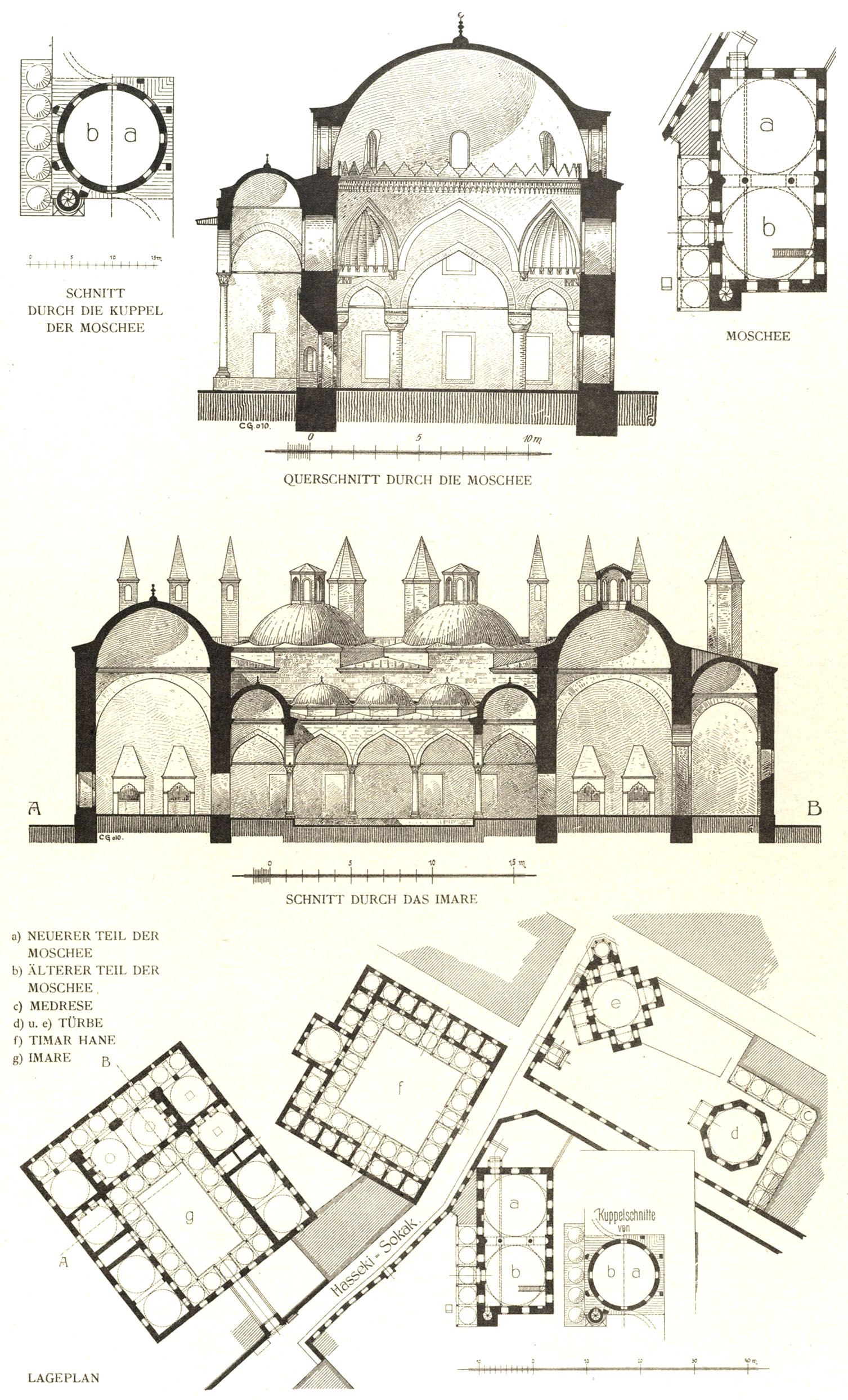
Grund- und Aufriss (Cornelius Gurlitt, 1912)

Die Moschee ist aus abwechselnden Lagen von Haustein und Ziegeln errichtet und besitzt ein Minarett mit einem Balkon. Der Portikus (son cemaat yeri) besteht aus fünf von kleinen Kuppeln überwölbten Bögen, die auf schlanken Marmorsäulen ruhen. Die Gebetshalle war ursprünglich von einer 11,3 m weiten Kuppel überwölbt. 1612–13, während der Herrschaft Ahmeds I., wurde die Moschee erweitert und mit einer zweiten Kuppel überwölbt, die mit zwei Bögen auf zwei Säulen an den ursprünglichen Bau angeschlossen wurde.
Das Krankenhaus ist um einen achteckigen Innenhof erbaut; als einziges ist es ganz aus Werkstein errichtet. Die Medrese besteht aus 16 kleinen Zellen und einem Hörsaal, die U-förmig um einen Hof angeordnet sind. Auch die Suppenküche besitzt einen Hof. Im Norden befindet sich die eigentliche Küche mit vier Kaminen. Medrese und Imaret sind mit glasierten Keramikkacheln dekoriert, nicht aber die Moschee.
Der Baukomplex wurde von 2010 bis 2012 restauriert.